# ハートキャッチプリキュア! サウンドアルバム
『ハートキャッチプリキュア! サウンドアルバム』は、東堂いづみ原作によるアニメシリーズ第7作『ハートキャッチプリキュア!』のボーカルアルバム、オリジナル・サウンドトラックシリーズ。

## ボーカルアルバム

### 大地と海と陽と月と
主題歌、挿入歌やキャラクターのイメージソングを全12曲収録している。オープニングテーマ・エンディングテーマもフルサイズで収録。初回封入特典はジャケットサイズステッカー。
| #         | タイトル                                                                                        | 作詞       | 作曲         | 編曲         | 解説 | 時間  |
| --------- | ----------------------------------------------------------------------------------------------- | ---------- | ------------ | ------------ | --- | ----- |
| 1.        | 「つ.ぼ.み〜Future Flower〜（Promenade remix）」(歌：花咲つぼみ / キュアブロッサム（水樹奈々）) | 六ツ見純代 | 高梨康治     | 梅堀淳       | テレビアニメ『ハートキャッチプリキュア!』挿入歌のリミックスバージョン。「Promenade remix」の名の通り、冒頭部分に『展覧会の絵』より、プロムナードの一節が流れる。 | 3:33  |
| 2.        | 「プリキュアパーティ NOW!!」(歌：池田彩＆工藤真由)                                              | 六ツ見純代 | UZA          | Star☆Pops    | | 3:55  |
| 3.        | 「Alright! ハートキャッチプリキュア!」(池田彩)                                                  | 六ツ見純代 | 高取ヒデアキ | 籠島裕昌     | テレビアニメ『ハートキャッチプリキュア!』オープニングテーマ。 | 3:44  |
| 4.        | 「OPEN THE WORLD」(歌：花咲つぼみ / キュアブロッサム（水樹奈々）)                               | 青木久美子 | 高取ヒデアキ | 籠島裕昌     | 花咲つぼみ / キュアブロッサムのイメージソング。 | 4:12  |
| 5.        | 「More Smiles, More Happiness」(歌：来海えりか / キュアマリン（水沢史絵）)                      | ENA        | 林達志       | 林達志       | 来海えりか / キュアマリンのイメージソング。 | 3:21  |
| 6.        | 「変身！」(歌：池田彩)                                                                          | ENA        | 笹本安詞     | 笹本安詞     | | 3:58  |
| 7.        | 「太陽のシンフォニー」(歌：明堂院いつき / キュアサンシャイン（桑島法子）)                       | 六ツ見純代 | UZA          | Star☆Pops    | 明堂院いつき / キュアサンシャインのイメージソング。 | 4:08  |
| 8.        | 「こころの花」(歌：つぼみ（水樹奈々）＆えりか（水沢史絵）＆いつき（桑島法子）)                  | Funta3     | Funta3       | Funta7       | | 5:08  |
| 9.        | 「スペシャル*カラフル（ULTRA Happy remix）」(歌：来海えりか / キュアマリン（水沢史絵）)         | 六ツ見純代 | 高梨康治     | Funta7       | テレビアニメ『ハートキャッチプリキュア!』挿入歌のリミックスバージョン。                                                                                          | 4:54  |
| 10.       | 「ひまわり」(歌：工藤真由)                                                                      | 青木久美子 | 笹本安詞     | 笹本安詞     | | 4:14  |
| 11.       | 「FULL MOON〜月が満ちるまで〜」(歌：月影ゆり（久川綾）)                                         | 六ツ見純代 | marhy        | 梅堀淳       | 月影ゆりのイメージソング。 | 4:00  |
| 12.       | 「ハートキャッチ☆パラダイス」(歌：工藤真由)                                                     | 六ツ見純代 | marhy        | 久保田光太郎 | テレビアニメ『ハートキャッチプリキュア!』前期エンディングテーマ。                                                                                                | 4:03  |
| 合計時間: | 合計時間:                                                                                       | 合計時間:  | 合計時間:    | 合計時間:    | 合計時間: | 49:10 |

### いろとりどりの花言葉
主題歌、挿入歌やキャラクターのイメージソングを全12曲収録している。劇場版のオープニングテーマ・TVアニメのエンディングテーマもフルサイズで収録。初回封入特典はジャケットサイズステッカー。
| #         | タイトル | 作詞       | 作曲         | 編曲         | 解説 | 時間  |
| --------- | --- | ---------- | ------------ | ------------ | --- | ----- |
| 1.        | 「Alright! ハートキャッチプリキュア! for the Movie」(歌：池田彩 with ハートキャッチプリキュア)                   | 六ツ見純代 | 高取ヒデアキ | 籠島裕昌     | 東映配給アニメ映画『映画 ハートキャッチプリキュア! 花の都でファッションショー…ですか!?』オープニングテーマ。 | 3:33  |
| 2.        | 「Flower Message」(歌：花咲つぼみ / キュアブロッサム（水樹奈々）)                                                | 六ツ見純代 | marhy        | 籠島裕昌     | 花咲つぼみ / キュアブロッサムのイメージソング。                                                              | 4:31  |
| 3.        | 「LET'S GO!」(歌：来海えりか / キュアマリン（水沢史絵）)                                                         | HI-D       | HI-D         | EQ           | 来海えりか / キュアマリンのイメージソング。                                                                  | 3:11  |
| 4.        | 「GOLD〜ココロの光〜」(歌：明堂院いつき / キュアサンシャイン（桑島法子）)                                        | 青木久美子 | 笹本安詞     | 笹本安詞     | 明堂院いつき / キュアサンシャインのイメージソング。                                                          | 4:13  |
| 5.        | 「月の華」(歌：月影ゆり / キュアムーンライト（久川綾）)                                                          | 六ツ見純代 | UZA          | 上田益       | 月影ゆり / キュアムーンライトのイメージソング。                                                              | 3:51  |
| 6.        | 「こころの種」(歌：つぼみ（水樹奈々）＆えりか（水沢史絵）＆いつき（桑島法子）＆ゆり（久川綾）)                   | Funta3     | Funta7       | Funta7       | | 5:36  |
| 7.        | 「あしたのあたし」(歌：池田彩)                                                                                   | Funta3     | Funta7       | Funta7       | | 3:49  |
| 8.        | 「友情リボン∞」(歌：工藤真由)                                                                                    | 磯谷佳江   | 間瀬公司     | 草野よしひろ | | 4:27  |
| 9.        | 「そして、また歩きだそう」(歌：池田彩＆工藤真由)                                                                 | 青木久美子 | 高取ヒデアキ | 川瀬智       | | 4:10  |
| 10.       | 「Power of Shine（Super Prism remix）」(歌：明堂院いつき / キュアサンシャイン（桑島法子）)                       | 六ツ見純代 | 高梨康治     | 水谷広実     | テレビアニメ『ハートキャッチプリキュア!』挿入歌のリミックスバージョン。                                      | 4:31  |
| 11.       | 「MOON 〜月光〜ATTACK（Space Trip remix）」(歌：月影ゆり / キュアムーンライト（久川綾）)                         | 六ツ見純代 | 高梨康治     | 水谷広実     | テレビアニメ『ハートキャッチプリキュア!』挿入歌のリミックスバージョン。                                      | 4:06  |
| 12.       | 「Tomorrow Song 〜あしたのうた〜」(歌：工藤真由、コーラス：池田彩、六ツ見純代、関係各社女性スタッフ有志の皆さん) | 六ツ見純代 | 高取ヒデアキ | 籠島裕昌     | テレビアニメ『ハートキャッチプリキュア!』後期エンディングテーマ。                                            | 4:04  |
| 合計時間: | 合計時間: | 合計時間:  | 合計時間:    | 合計時間:    | 合計時間: | 50:02 |

## ベストアルバム

### ボーカルベスト
2011年2月16日発売。ボーナス・トラックとして「Tomorrow Song」の英語版を収録。
| #         | タイトル                                                                                       | 作詞                                       | 作曲         | 編曲         | 解説                                                               | 時間  |
| --------- | ---------------------------------------------------------------------------------------------- | ------------------------------------------ | ------------ | ------------ | ------------------------------------------------------------------ | ----- |
| 1.        | 「Alright! ハートキャッチプリキュア!」(池田彩)                                                 | 六ツ見純代                                 | 高取ヒデアキ | 籠島裕昌     |                                                                    | 3:44  |
| 2.        | 「こころの花」(歌：つぼみ（水樹奈々）＆えりか（水沢史絵）＆いつき（桑島法子）)                 | Funta3                                     | Funta3       | Funta7       |                                                                    | 5:08  |
| 3.        | 「OPEN THE WORLD」(歌：花咲つぼみ / キュアブロッサム（水樹奈々）)                              | 青木久美子                                 | 高取ヒデアキ | 籠島裕昌     |                                                                    | 4:12  |
| 4.        | 「LET'S GO!」(歌：来海えりか / キュアマリン（水沢史絵）)                                       | HI-D                                       | HI-D         | EQ           |                                                                    | 3:11  |
| 5.        | 「太陽のシンフォニー」(歌：明堂院いつき / キュアサンシャイン（桑島法子）)                      | 六ツ見純代                                 | UZA          | Star☆Pops    |                                                                    | 4:08  |
| 6.        | 「月の華」(歌：月影ゆり / キュアムーンライト（久川綾）)                                        | 六ツ見純代                                 | UZA          | 上田益       |                                                                    | 3:51  |
| 7.        | 「こころの種」(歌：つぼみ（水樹奈々）＆えりか（水沢史絵）＆いつき（桑島法子）＆ゆり（久川綾）) | Funta3                                     | Funta7       | Funta7       |                                                                    | 5:36  |
| 8.        | 「つ.ぼ.み〜Future Flower〜」(歌：花咲つぼみ / キュアブロッサム（水樹奈々）)                   | 六ツ見純代                                 | 高梨康治     | 水谷広美     |                                                                    | 3:28  |
| 9.        | 「スペシャル*カラフル」(歌：来海えりか / キュアマリン（水沢史絵）)                             | 六ツ見純代                                 | 高梨康治     | 藤澤健至     |                                                                    | 4:37  |
| 10.       | 「Power of Shine」(歌：明堂院いつき / キュアサンシャイン（桑島法子）)                          | 六ツ見純代                                 | 高梨康治     | 藤澤健至     |                                                                    | 4:10  |
| 11.       | 「MOON 〜月光〜ATTACK」(歌：月影ゆり / キュアムーンライト（久川綾）)                           | 六ツ見純代                                 | 高梨康治     | 藤澤健至     |                                                                    | 4:26  |
| 12.       | 「ハートキャッチ☆パラダイス」(歌：工藤真由)                                                    | 六ツ見純代                                 | marhy        | 久保田光太郎 |                                                                    | 4:03  |
| 13.       | 「プリキュアパーティ NOW!!」(歌：池田彩＆工藤真由)                                             | 六ツ見純代                                 | UZA          | Star☆Pops    |                                                                    | 3:55  |
| 14.       | 「そして、また歩きだそう」(歌：池田彩＆工藤真由)                                               | 青木久美子                                 | 高取ヒデアキ | 川瀬智       |                                                                    | 4:10  |
| 15.       | 「Tomorrow Song 〜あしたのうた〜（English Ver.）」(歌：MICKEY-T)                               | 六ツ見純代（原詞） MICHEY-T & HI-D（訳詞） | 高取ヒデアキ | 籠島裕昌     | 原曲でリードコーラスを担当しているMICKEY-Tによる英語詞バージョン。 | 4:34  |
| 合計時間: | 合計時間:                                                                                      | 合計時間:                                  | 合計時間:    | 合計時間:    | 合計時間:                                                          | 63:13 |

### メモリアルアルバム
2021年10月23日公開の劇場版『映画 トロピカル〜ジュ!プリキュア 雪のプリンセスと奇跡の指輪!』の公開にあわせる形で『ハートキャッチプリキュア！』の主題歌・挿入歌・キャラクターソング・イメージソング・BGMを収録したベスト・アルバム。付属ブックレットには主題歌歌手の池田彩と工藤真由のコメント、サウンドトラックの構成を手がける腹巻猫による楽曲解説を収録。初回仕様としてキャラクターデザイナーの馬越嘉彦による描き下ろしイラストを用いた三方背スリーブケースとキャンバスブロマイド（スーパーアート6色印刷）が付属。
| #         | タイトル                                                                                       | 作詞                                        | 作曲         | 編曲         | 時間  |
| --------- | ---------------------------------------------------------------------------------------------- | ------------------------------------------- | ------------ | ------------ | ----- |
| 1.        | 「プリキュア！オープン・マイハート！- Long version –」                                         |                                             | 高梨康治     |              | 1:38  |
| 2.        | 「Alright! ハートキャッチプリキュア！」(歌：池田彩)                                            | 六ツ見純代                                  | 高取ヒデアキ | 籠島裕昌     | 3:47  |
| 3.        | 「堪忍袋の緒がきれました！」                                                                   |                                             | 高梨康治     |              | 1:57  |
| 4.        | 「プリキュア颯爽活躍です！」                                                                   |                                             | 高梨康治     |              | 1:44  |
| 5.        | 「プリキュア・フローラルパワー・フォルテシモ！」                                               |                                             | 高梨康治     |              | 1:23  |
| 6.        | 「つ.ぼ.み〜Future Flower〜」(歌：花咲つぼみ/キュアブロッサム（CV:水樹奈々）)                  | 六ツ見純代                                  | 高梨康治     | 水谷広実     | 3:29  |
| 7.        | 「スペシャル＊カラフル」(歌：来海えりか/キュアマリン（CV:水沢史絵）)                           | 六ツ見純代                                  | 高梨康治     | 藤澤健至     | 4:38  |
| 8.        | 「サブタイトル」                                                                               |                                             | 高梨康治     |              | 0:12  |
| 9.        | 「希望ヶ花へようこそ（Drumless version）」(初収録音源)                                         |                                             | 高梨康治     |              | 1:36  |
| 10.       | 「こころの種、生まれるです」                                                                   |                                             | 高梨康治     |              | 2:05  |
| 11.       | 「こころの花」(歌：つぼみ（水樹奈々）＆えりか（水沢史絵）＆いつき（桑島法子）)                 | Funta3                                      | Funta3       | Funta7       | 5:11  |
| 12.       | 「ハートキャッチ☆パラダイス」(歌：工藤真由)                                                    | 六ツ見純代                                  | marhy        | 久保田光太郎 | 4:05  |
| 13.       | 「ハートキャッチ！」                                                                           |                                             | 高梨康治     |              | 0:11  |
| 14.       | 「もひとつハートキャッチ！」                                                                   |                                             | 高梨康治     |              | 0:12  |
| 15.       | 「Tomorrow Song(English ver.)」(歌：MICKEY-T)                                                  | 六ツ見純代（原詞）、MICKEY-T & HI-D（訳詞） | 高取ヒデアキ | 籠島裕昌     | 4:36  |
| 16.       | 「こころの花よ、出ておいで」                                                                   |                                             | 高梨康治     |              | 1:47  |
| 17.       | 「デザトリアンのおでましだ！」                                                                 |                                             | 高梨康治     |              | 1:45  |
| 18.       | 「Power of Shine」(明堂院いつき/キュアサンシャイン（CV:桑島法子）)                             | 六ツ見純代                                  | 高梨康治     | 藤澤健至     | 4:11  |
| 19.       | 「MOON〜月光〜ATTACK」(月影ゆり/キュアムーンライト（CV:久川綾）)                               | 六ツ見純代                                  | 高梨康治     | 藤澤健至     | 4:27  |
| 20.       | 「暗黒の挑戦者」                                                                               |                                             | 高梨康治     |              | 2:10  |
| 21.       | 「明日への戦い」                                                                               |                                             | 高梨康治     |              | 2:32  |
| 22.       | 「HEART GOES ON」(歌：池田彩＆工藤真由)                                                        | 青木久美子                                  | 高取ヒデアキ | 籠島裕昌     | 4:25  |
| 23.       | 「プリキュア・ハートキャッチオーケストラ！」                                                   |                                             | 高梨康治     |              | 2:12  |
| 24.       | 「宿命の戦士」                                                                                 |                                             | 高梨康治     |              | 1:37  |
| 25.       | 「プリキュアの絆」                                                                             |                                             | 高梨康治     |              | 2:27  |
| 26.       | 「Alright! ハートキャッチプリキュア！〜ギター・アレンジ〜」                                    |                                             | 高取ヒデアキ |              | 2:05  |
| 27.       | 「こころの種」(歌：つぼみ（水樹奈々）＆えりか（水沢史絵）＆いつき（桑島法子）＆ゆり（久川綾）) | Funta3                                      | Funta7       | Funta7       | 5:27  |
| 28.       | 「Tomorrow Song 〜あしたのうた〜」(歌：工藤真由)                                               | 六ツ見純代                                  | 高取ヒデアキ | 籠島裕昌     | 4:05  |
| 合計時間: | 合計時間:                                                                                      | 合計時間:                                   | 合計時間:    | 合計時間:    | 75:54 |

## オリジナル・サウンドトラック

### テレビシリーズ1
ABC・テレビ朝日系放送テレビアニメ『ハートキャッチプリキュア!』のオリジナル・サウンドトラック。収録されている全33曲のうち30曲は高梨康治が制作を担当。また、主題歌の『Alright! ハートキャッチプリキュア!』と『ハートキャッチ☆パラダイス!』両曲のテレビサイズ・バージョンを収録。初回封入特典としてオリジナルステッカーが同梱された。CDジャケットには、花咲つぼみ、来海えりかが描かれている。
| 全作曲: 高梨康治、Team MAX（#3、#16、#32を除く）。 |                                                            |       |                                           |      |
| #                                                  | タイトル                                                   | 作詞  | 作曲・編曲                                | 時間 |
| 1.                                                 | 「プリキュア! オープン・マイハート!」                      |       | 高梨康治 、Team MAX（#3、#16、#32を除く） | 1:14 |
| 2.                                                 | 「プリキュア颯爽活躍です!」                                |       | 高梨康治 、Team MAX（#3、#16、#32を除く） | 1:43 |
| 3.                                                 | 「Alright! ハートキャッチプリキュア!（TVsize）」           |       | 高梨康治 、Team MAX（#3、#16、#32を除く） | 1:27 |
| 4.                                                 | 「つぼみ〜キュアブロッサムのテーマ」                       |       | 高梨康治 、Team MAX（#3、#16、#32を除く） | 1:41 |
| 5.                                                 | 「希望ヶ花へようこそ」                                     |       | 高梨康治 、Team MAX（#3、#16、#32を除く） | 1:36 |
| 6.                                                 | 「サブタイトル」                                           |       | 高梨康治 、Team MAX（#3、#16、#32を除く） | 0:11 |
| 7.                                                 | 「恋に恋するお年頃」                                       |       | 高梨康治 、Team MAX（#3、#16、#32を除く） | 1:15 |
| 8.                                                 | 「落ち込むときもあるんです」                               |       | 高梨康治 、Team MAX（#3、#16、#32を除く） | 1:33 |
| 9.                                                 | 「シプレとコフレ」                                         |       | 高梨康治 、Team MAX（#3、#16、#32を除く） | 1:35 |
| 10.                                                | 「こころの花よ、出ておいで」                               |       | 高梨康治 、Team MAX（#3、#16、#32を除く） | 1:45 |
| 11.                                                | 「わたし、変わります!」                                    |       | 高梨康治 、Team MAX（#3、#16、#32を除く） | 1:57 |
| 12.                                                | 「プリキュア・ピンクフォルテウェイブ!」                    |       | 高梨康治 、Team MAX（#3、#16、#32を除く） | 1:37 |
| 13.                                                | 「こころの大樹」                                           |       | 高梨康治 、Team MAX（#3、#16、#32を除く） | 1:40 |
| 14.                                                | 「プリキュアの伝説」                                       |       | 高梨康治 、Team MAX（#3、#16、#32を除く） | 1:28 |
| 15.                                                | 「やさしいコッペさま」                                     |       | 高梨康治 、Team MAX（#3、#16、#32を除く） | 1:49 |
| 16.                                                | 「Alright!ハートキャッチプリキュア! 〜スロー・アレンジ〜」 |       | 高梨康治 、Team MAX（#3、#16、#32を除く） | 2:48 |
| 17.                                                | 「ハートキャッチ!」                                        |       | 高梨康治 、Team MAX（#3、#16、#32を除く） | 0:10 |
| 18.                                                | 「もひとつハートキャッチ!」                                |       | 高梨康治 、Team MAX（#3、#16、#32を除く） | 0:10 |
| 19.                                                | 「砂漠の使徒」                                             |       | 高梨康治 、Team MAX（#3、#16、#32を除く） | 1:56 |
| 20.                                                | 「デザトリアンのおでましだ!」                              |       | 高梨康治 、Team MAX（#3、#16、#32を除く） | 1:44 |
| 21.                                                | 「えりか〜キュアマリンのテーマ」                           |       | 高梨康治 、Team MAX（#3、#16、#32を除く） | 1:45 |
| 22.                                                | 「プリキュア・ブルーフォルテウェイブ!」                    |       | 高梨康治 、Team MAX（#3、#16、#32を除く） | 1:24 |
| 23.                                                | 「えりかの思い」                                           |       | 高梨康治 、Team MAX（#3、#16、#32を除く） | 1:42 |
| 24.                                                | 「枯れそうな花」                                           |       | 高梨康治 、Team MAX（#3、#16、#32を除く） | 2:16 |
| 25.                                                | 「禍々しきたくらみ」                                       |       | 高梨康治 、Team MAX（#3、#16、#32を除く） | 2:03 |
| 26.                                                | 「暴走するこころ」                                         |       | 高梨康治 、Team MAX（#3、#16、#32を除く） | 1:07 |
| 27.                                                | 「世界を砂漠にせよ」                                       |       | 高梨康治 、Team MAX（#3、#16、#32を除く） | 1:48 |
| 28.                                                | 「堪忍袋の緒がきれました!」                                |       | 高梨康治 、Team MAX（#3、#16、#32を除く） | 1:57 |
| 29.                                                | 「プリキュア・フローラルパワー・フォルテシモ!」            |       | 高梨康治 、Team MAX（#3、#16、#32を除く） | 1:22 |
| 30.                                                | 「こころの種、生まれるです」                               |       | 高梨康治 、Team MAX（#3、#16、#32を除く） | 2:04 |
| 31.                                                | 「ふたりはプリキュア」                                     |       | 高梨康治 、Team MAX（#3、#16、#32を除く） | 2:12 |
| 32.                                                | 「ハートキャッチ☆パラダイス（TVsize）」                    |       | 高梨康治 、Team MAX（#3、#16、#32を除く） | 1:32 |
| 33.                                                | 「みんなのハートをキャッチだよ!」                          |       | 高梨康治 、Team MAX（#3、#16、#32を除く） | 0:30 |
| 合計時間:                                          | 合計時間:                                                  | 51:01 |                                           |      |

### 映画
劇場版『映画 ハートキャッチプリキュア! 花の都でファッションショー…ですか!?』のオリジナル・サウンドトラック。 収録されている全34曲のうち32曲は高梨康治が制作を担当。また、主題歌の『Alright! ハートキャッチプリキュア!』と『Tomorrow Song 〜あしたのうた〜』両曲の映画サイズ・バージョンを収録。初回封入特典としてジャケットサイズステッカーが同梱された。
| 全作曲: 高梨康治（#3、#34を除く）。 |                                                                  |       |                            |      |
| #                                   | タイトル                                                         | 作詞  | 作曲・編曲                 | 時間 |
| 1.                                  | 「サラマンダーのテーマ」                                         |       | 高梨康治 （#3、#34を除く） | 0:31 |
| 2.                                  | 「パリのつぼみたち」                                             |       | 高梨康治 （#3、#34を除く） | 0:59 |
| 3.                                  | 「Alright！ハートキャッチプリキュア! for the Movie（映画size）」 |       | 高梨康治 （#3、#34を除く） | 1:27 |
| 4.                                  | 「ルーガルー」                                                   |       | 高梨康治 （#3、#34を除く） | 0:33 |
| 5.                                  | 「花はありませんか?」                                            |       | 高梨康治 （#3、#34を除く） | 1:32 |
| 6.                                  | 「謎めいた出会い」                                               |       | 高梨康治 （#3、#34を除く） | 1:25 |
| 7.                                  | 「屋根の上の逃走」                                               |       | 高梨康治 （#3、#34を除く） | 1:01 |
| 8.                                  | 「こころの花よ、出ておいで」                                     |       | 高梨康治 （#3、#34を除く） | 1:46 |
| 9.                                  | 「デザトリアンのおでましだ!」                                    |       | 高梨康治 （#3、#34を除く） | 1:45 |
| 10.                                 | 「窮地に立つプリキュア」                                         |       | 高梨康治 （#3、#34を除く） | 1:15 |
| 11.                                 | 「プリキュア！オープン・マイハート! -Long version-」             |       | 高梨康治 （#3、#34を除く） | 1:38 |
| 12.                                 | 「プリキュア颯爽活躍です!」                                      |       | 高梨康治 （#3、#34を除く） | 1:43 |
| 13.                                 | 「回想〜出会い」                                                 |       | 高梨康治 （#3、#34を除く） | 1:53 |
| 14.                                 | 「乙女心は華やいで」                                             |       | 高梨康治 （#3、#34を除く） | 1:23 |
| 15.                                 | 「オリヴィエ（こころの種、生まれるです）」                       |       | 高梨康治 （#3、#34を除く） | 2:04 |
| 16.                                 | 「ステップ・バイ・ステップ（希望ヶ花へようこそ）」               |       | 高梨康治 （#3、#34を除く） | 1:35 |
| 17.                                 | 「えりかの思い」                                                 |       | 高梨康治 （#3、#34を除く） | 1:41 |
| 18.                                 | 「異形（禁じられたカード）」                                     |       | 高梨康治 （#3、#34を除く） | 1:19 |
| 19.                                 | 「回想〜サラマンダーとルーガルー」                               |       | 高梨康治 （#3、#34を除く） | 1:42 |
| 20.                                 | 「対峙」                                                         |       | 高梨康治 （#3、#34を除く） | 1:26 |
| 21.                                 | 「サラマンダーの心の闇」                                         |       | 高梨康治 （#3、#34を除く） | 2:43 |
| 22.                                 | 「燃え上がる闘志」                                               |       | 高梨康治 （#3、#34を除く） | 1:37 |
| 23.                                 | 「オリヴィエの決意」                                             |       | 高梨康治 （#3、#34を除く） | 0:59 |
| 24.                                 | 「プリキュアの絆 -Strings version-」                             |       | 高梨康治 （#3、#34を除く） | 2:26 |
| 25.                                 | 「父と子」                                                       |       | 高梨康治 （#3、#34を除く） | 2:16 |
| 26.                                 | 「満月の挽歌」                                                   |       | 高梨康治 （#3、#34を除く） | 1:28 |
| 27.                                 | 「砕かれた心」                                                   |       | 高梨康治 （#3、#34を除く） | 1:43 |
| 28.                                 | 「決意のテーマ」                                                 |       | 高梨康治 （#3、#34を除く） | 1:43 |
| 29.                                 | 「強敵出現」                                                     |       | 高梨康治 （#3、#34を除く） | 1:52 |
| 30.                                 | 「堪忍袋の緒がきれました!」                                      |       | 高梨康治 （#3、#34を除く） | 1:57 |
| 31.                                 | 「プリキュア・ハートキャッチオーケストラ!」                      |       | 高梨康治 （#3、#34を除く） | 2:10 |
| 32.                                 | 「心の花の力」                                                   |       | 高梨康治 （#3、#34を除く） | 1:09 |
| 33.                                 | 「よみがえる花」                                                 |       | 高梨康治 （#3、#34を除く） | 2:06 |
| 34.                                 | 「Tomorrow Song 〜あしたのうた〜 for the Movie（映画size）」     |       | 高梨康治 （#3、#34を除く） | 2:04 |
| 合計時間:                           | 合計時間:                                                        | 54:51 |                            |      |

### テレビシリーズ2
ABC・テレビ朝日系放送テレビアニメ『ハートキャッチプリキュア!』の2枚目オリジナル・サウンドトラック。収録されている全38曲のうち31曲は高梨康治が制作を担当。また、主題歌の『Alright! ハートキャッチプリキュア!』と『Tomorrow Song 〜あしたのうた〜』両曲のテレビサイズ・バージョンを収録。『Alright! ハートキャッチプリキュア!』のギター・アレンジとインストゥルメンタルを初収録して、全主題歌のオリジナル・カラオケも収録。初回封入特典としてオリジナルステッカーが同梱された。CDジャケットには、キュアブロッサム、キュアマリン、キュアサンシャイン、キュアムーンライトと妖精が描かれている。
| 全作曲: 高梨康治、Team MAX（#3、#11、#28、#35 - 38を除く）。 |                                                                 |       |                                                     |      |
| #                                                            | タイトル                                                        | 作詞  | 作曲・編曲                                          | 時間 |
| 1.                                                           | 「キュアサンシャインのテーマ」                                  |       | 高梨康治 、Team MAX（#3、#11、#28、#35 - 38を除く） | 1:51 |
| 2.                                                           | 「響け！シャイニータンバリン」                                  |       | 高梨康治 、Team MAX（#3、#11、#28、#35 - 38を除く） | 1:16 |
| 3.                                                           | 「Alright! ハートキャッチプリキュア!（TVsize）」                |       | 高梨康治 、Team MAX（#3、#11、#28、#35 - 38を除く） | 1:26 |
| 4.                                                           | 「いつきのテーマ」                                              |       | 高梨康治 、Team MAX（#3、#11、#28、#35 - 38を除く） | 1:46 |
| 5.                                                           | 「陽の光あびて」                                                |       | 高梨康治 、Team MAX（#3、#11、#28、#35 - 38を除く） | 1:07 |
| 6.                                                           | 「ときには少女のように」                                        |       | 高梨康治 、Team MAX（#3、#11、#28、#35 - 38を除く） | 2:04 |
| 7.                                                           | 「ウキウキ♪イベントです!」                                      |       | 高梨康治 、Team MAX（#3、#11、#28、#35 - 38を除く） | 1:36 |
| 8.                                                           | 「がんばるですマーチ」                                          |       | 高梨康治 、Team MAX（#3、#11、#28、#35 - 38を除く） | 1:33 |
| 9.                                                           | 「ハートは熱く燃えてます」                                      |       | 高梨康治 、Team MAX（#3、#11、#28、#35 - 38を除く） | 1:37 |
| 10.                                                          | 「はちゃめちゃ大騒ぎ」                                          |       | 高梨康治 、Team MAX（#3、#11、#28、#35 - 38を除く） | 1:13 |
| 11.                                                          | 「Alright! ハートキャッチプリキュア! 〜ギター・アレンジ〜」     |       | 高梨康治 、Team MAX（#3、#11、#28、#35 - 38を除く） | 2:04 |
| 12.                                                          | 「心に風が吹いてます」                                          |       | 高梨康治 、Team MAX（#3、#11、#28、#35 - 38を除く） | 1:41 |
| 13.                                                          | 「確執」                                                        |       | 高梨康治 、Team MAX（#3、#11、#28、#35 - 38を除く） | 1:12 |
| 14.                                                          | 「月光に冴える花」                                              |       | 高梨康治 、Team MAX（#3、#11、#28、#35 - 38を除く） | 1:33 |
| 15.                                                          | 「悲劇の記憶」                                                  |       | 高梨康治 、Team MAX（#3、#11、#28、#35 - 38を除く） | 2:02 |
| 16.                                                          | 「サバークの魔城」                                              |       | 高梨康治 、Team MAX（#3、#11、#28、#35 - 38を除く） | 1:55 |
| 17.                                                          | 「暗黒の挑戦者」                                                |       | 高梨康治 、Team MAX（#3、#11、#28、#35 - 38を除く） | 2:09 |
| 18.                                                          | 「宿命の戦士」                                                  |       | 高梨康治 、Team MAX（#3、#11、#28、#35 - 38を除く） | 1:35 |
| 19.                                                          | 「キュアムーンライトのテーマ」                                  |       | 高梨康治 、Team MAX（#3、#11、#28、#35 - 38を除く） | 2:02 |
| 20.                                                          | 「ゆりのテーマ」                                                |       | 高梨康治 、Team MAX（#3、#11、#28、#35 - 38を除く） | 1:52 |
| 21.                                                          | 「すべての心が満ちるまで」                                      |       | 高梨康治 、Team MAX（#3、#11、#28、#35 - 38を除く） | 2:06 |
| 22.                                                          | 「亡き人の想い出」                                              |       | 高梨康治 、Team MAX（#3、#11、#28、#35 - 38を除く） | 1:16 |
| 23.                                                          | 「空のセレナーデ」                                              |       | 高梨康治 、Team MAX（#3、#11、#28、#35 - 38を除く） | 1:20 |
| 24.                                                          | 「プリキュアパレス」                                            |       | 高梨康治 、Team MAX（#3、#11、#28、#35 - 38を除く） | 1:41 |
| 25.                                                          | 「砂漠の王デューン」                                            |       | 高梨康治 、Team MAX（#3、#11、#28、#35 - 38を除く） | 2:08 |
| 26.                                                          | 「滅びの刻」                                                    |       | 高梨康治 、Team MAX（#3、#11、#28、#35 - 38を除く） | 2:08 |
| 27.                                                          | 「プリキュア！オープン・マイハート! -Long version-」            |       | 高梨康治 、Team MAX（#3、#11、#28、#35 - 38を除く） | 1:37 |
| 28.                                                          | 「Alright! ハートキャッチプリキュア! 〜インストゥルメンタル〜」 |       | 高梨康治 、Team MAX（#3、#11、#28、#35 - 38を除く） | 1:27 |
| 29.                                                          | 「大激戦」                                                      |       | 高梨康治 、Team MAX（#3、#11、#28、#35 - 38を除く） | 1:37 |
| 30.                                                          | 「光と闇の相克」                                                |       | 高梨康治 、Team MAX（#3、#11、#28、#35 - 38を除く） | 2:07 |
| 31.                                                          | 「明日への戦い」                                                |       | 高梨康治 、Team MAX（#3、#11、#28、#35 - 38を除く） | 2:30 |
| 32.                                                          | 「プリキュア・ハートキャッチオーケストラ!」                     |       | 高梨康治 、Team MAX（#3、#11、#28、#35 - 38を除く） | 2:09 |
| 33.                                                          | 「プリキュアの絆」                                              |       | 高梨康治 、Team MAX（#3、#11、#28、#35 - 38を除く） | 2:25 |
| 34.                                                          | 「希望の花よ」                                                  |       | 高梨康治 、Team MAX（#3、#11、#28、#35 - 38を除く） | 2:31 |
| 35.                                                          | 「Tomorrow Song 〜あしたのうた〜（TVsize）」                    |       | 高梨康治 、Team MAX（#3、#11、#28、#35 - 38を除く） | 1:30 |
| 36.                                                          | 「Alright! ハートキャッチプリキュア!（オリジナル・カラオケ）」  |       | 高梨康治 、Team MAX（#3、#11、#28、#35 - 38を除く） | 3:47 |
| 37.                                                          | 「ハートキャッチ☆パラダイス（オリジナル・カラオケ）」           |       | 高梨康治 、Team MAX（#3、#11、#28、#35 - 38を除く） | 4:05 |
| 38.                                                          | 「Tomorrow Song 〜あしたのうた〜（オリジナル・カラオケ）」      |       | 高梨康治 、Team MAX（#3、#11、#28、#35 - 38を除く） | 4:03 |
| 合計時間:                                                    | 合計時間:                                                       | 74:01 |                                                     |      |

### ユニットメンバー
1. ↑  花咲つぼみ（水樹奈々）、来海えりか（水沢史絵）、明堂院いつき（桑島法子）、月影ゆり（久川綾）